# Bismarckturm (Auleben)

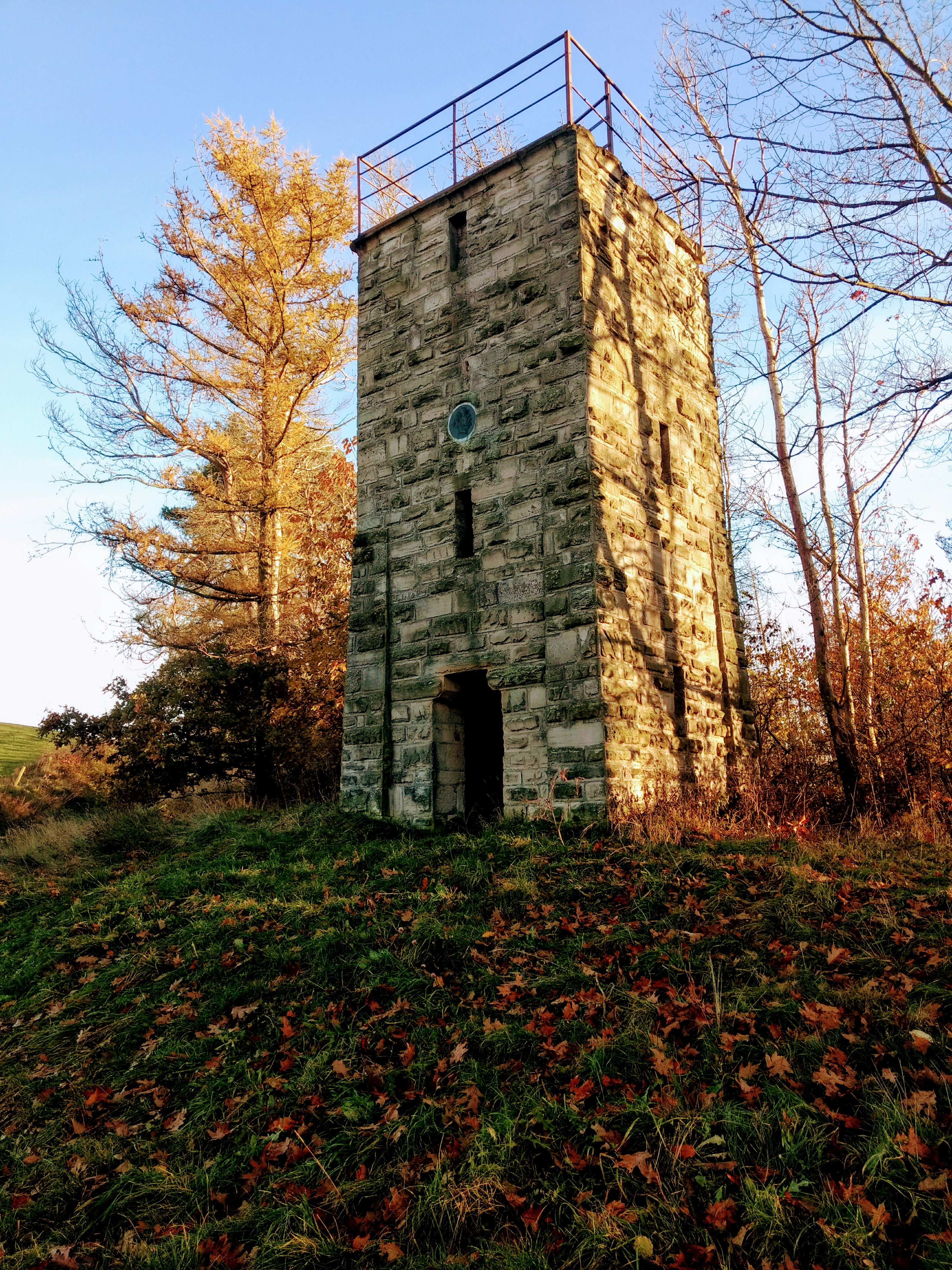
Bismarcksturm Auleben

Der Bismarckturm bei Auleben befindet sich etwa 700 m südsüdöstlich des Ortes Auf dem Fürstenholz.
Der Turm wurde 1905 errichtet. Er ist 7,9 m hoch. In dem Aussichtsturm aus Sandsteinquadern führt eine Wendeltreppe mit 41 Stufen zur Aussichtsplattform, die von einem Metallgeländer eingefasst ist.